# Scleria trialata
Scleria trialata är en halvgräsart som beskrevs av Jean Louis Marie Poiret. Scleria trialata ingår i släktet Scleria och familjen halvgräs. Inga underarter finns listade i Catalogue of Life.